# Madrid Winter Festival
Madrid Winter Festival va ser un festival de música electrònica de la Comunitat de Madrid que va celebrar la seva primera edició l'1 de gener de 2014, i en va repetir una segona el cap d'any següent. L'organització d'aquest festival es va produir després de la pèrdua per part de Madrid d'altres festivals com Spacefest o Kubblers.
La primera edició s'havia de fer l'1 de gener de 2013 al Madrid Arena, però després de la tragèdia de la festa de Halloween de 2012 fou cancel·lat. La primera edició finalment es va fer a la coberta municipal de Moralzarzal, amb la intenció de reunir-hi fins a 9.000 persones la nit de cap d'any. En la seva promoció es va fer una especial èmfasi en la seguretat del recinte, pel record del motiu de la cancel·lació de l'any anterior.
L'edició del 2015, prevista inicialment al paranimf de la Universitat Complutense, es va fer finalment a la Ciutat del Rock d'Arganda del Rey, amb artistes de l'escena house i techno com el DJ Marco Carola, Tale of us i Marcel Dettman. Malgrat que finalment el festival no va acomplir les expectatives de l'organització, va servir de llavor per altres festivals que es farien els següents anys a Madrid com A Summer Story i 01 New Year's Day 2018.